# Маршісі
Маршісі (фр. Marchissy) — громада  в Швейцарії в кантоні Во, округ Ньйон.

## Географія
Громада розташована на відстані близько 105 км на південний захід від Берна, 30 км на захід від Лозанни.
Маршісі має площу 12 км², з яких на 2,8% дозволяється будівництво (житлове та будівництво доріг), 32% використовуються в сільськогосподарських цілях, 65,1% зайнято лісами, 0,1% не є продуктивними (річки, льодовики або гори).

## Демографія
2019 року в громаді мешкало 472 особи (+13,7% порівняно з 2010 роком), іноземців було 12,9%. Густота населення становила 39 осіб/км².
За віковим діапазоном населення розподілялося таким чином: 22,7% — особи молодші 20 років, 62,5% — особи у віці 20—64 років, 14,8% — особи у віці 65 років та старші. Було 192 помешкань (у середньому 2,4 особи в помешканні).
Із загальної кількості 80 працюючих 33 було зайнятих в первинному секторі, 18 — в обробній промисловості, 29 — в галузі послуг.